# Scopula peararia
Scopula peararia là một loài bướm đêm trong họ Geometridae.